# Іванівка (Христинівська міська громада)
Іванівка — село в Україні, в Христинівській міській громаді Уманського району Черкаської області. Розташоване за 5 км на захід від міста Христинівка. Населення становить 347 осіб.

## Галерея

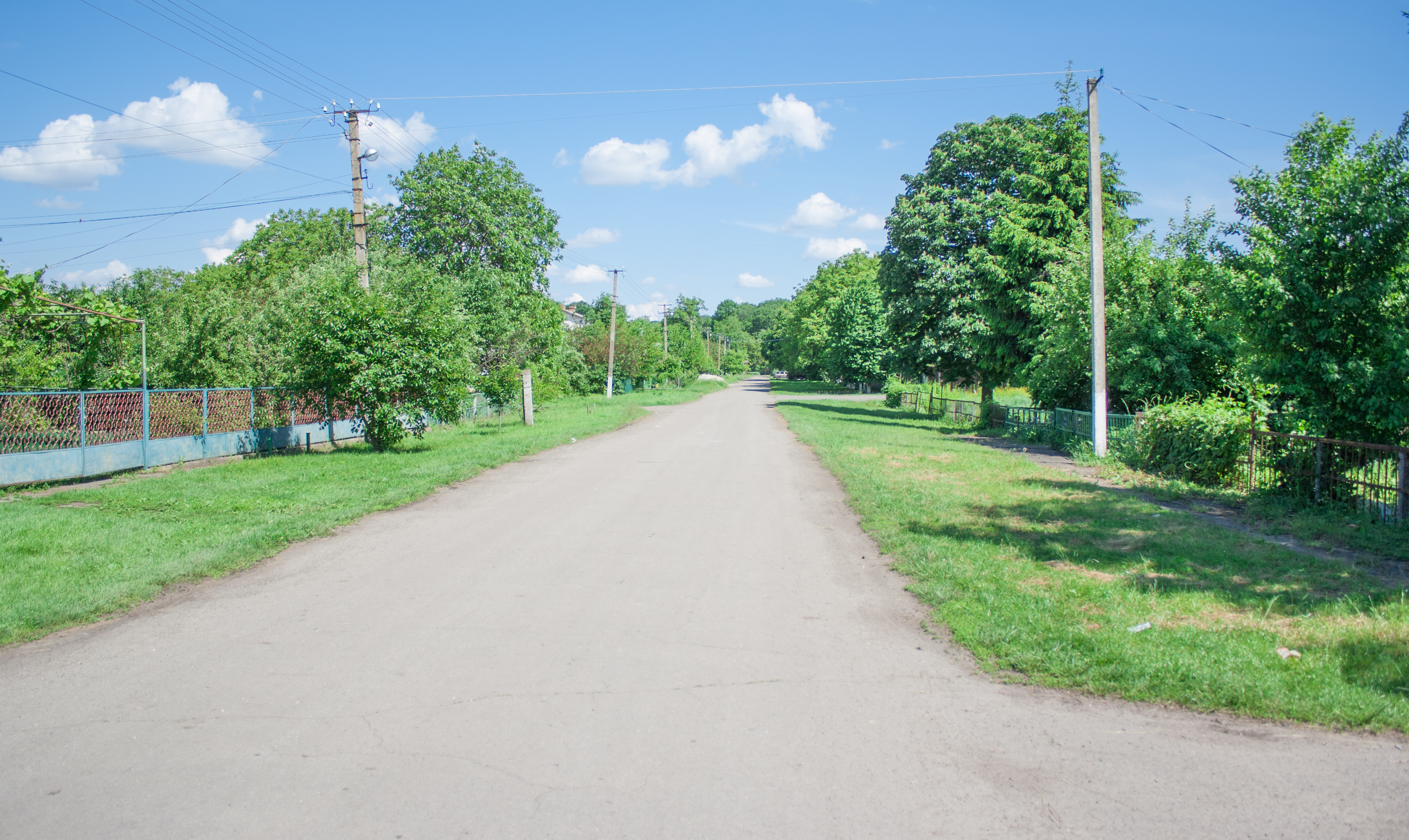
Головна вулиця
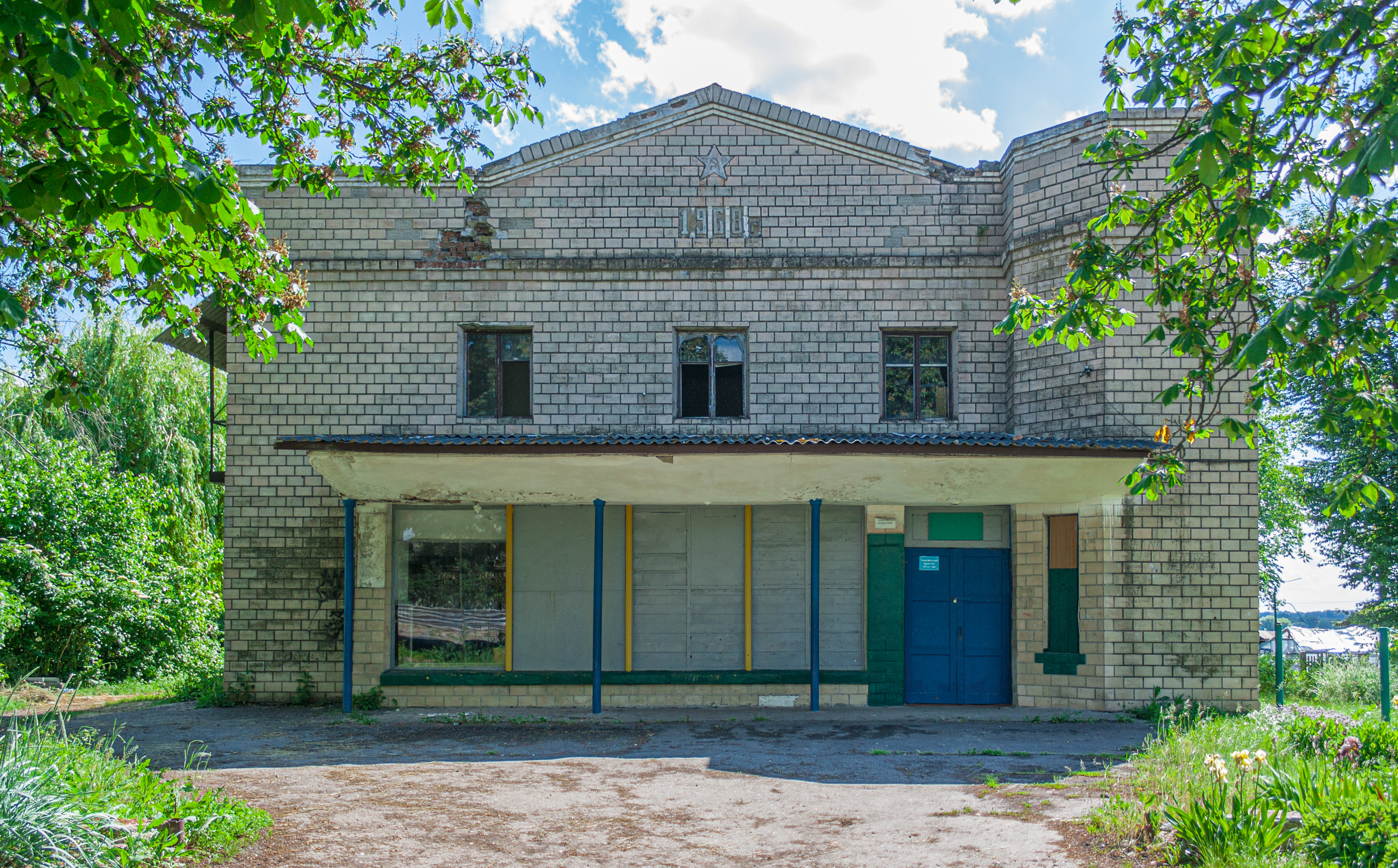
Будинок культури

## Історія
Під час Голодомору 1932—1933 років, тільки за офіційними даними, від голоду померло 15 мешканців селища.